# Korlátfalva
Korlátfalva (1899-ig Rozbehi, szlovákul Rozbehy) Korlátkő településrésze, egykor önálló község Szlovákiában a Nagyszombati kerület Szenicei járásában.

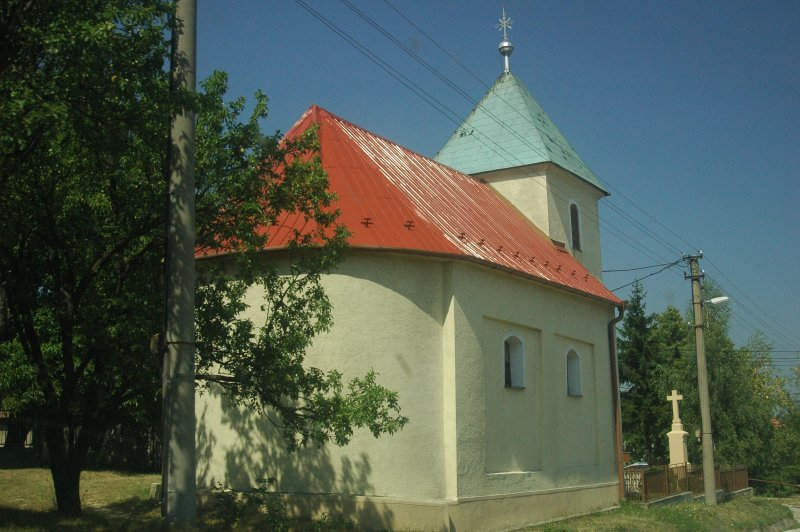
A templom

## Fekvése
Szenicétől 17 km-re délre fekszik.

## Nevének eredete
Magyar nevét a határában levő Korlátkő váráról kapta.

## Története
A falu története szorosan kapcsolódik a közeli Korlátkő várához.
Korlátkő vára 13. század második felében épült, királyi vár, 1385-ben Prokop morva őrgróf foglalta el, Zsigmond 1390-ben szerezte vissza. A 16. században a Korlátkői családé. Reneszánsz palotáját a 18. században még lakták, majd helyette Lészkó faluban építettek késő reneszánsz kastélyt.
Vályi András szerint "ROZBEHI. Nyitra Várm. földes Urai több Uraságok, lakosai katolikusok, fekszik Cserovához nem meszsze, és annak filiája, Szénásfaluhoz másfél mértföldnyire; határja sovány, vagyonnyai selejtesek."
Fényes Elek geográfiai szótárában "Rozbéhi, tót falu, Nyitra vmegyében, Sándorfhoz 1/2 óra. Számlál 314 kath., 9 zsidó lak. Határa hegyes; erdeje van. F. u. a korlátkői uradalom. Ut. p. N.-Szombat." 
1910-ben 305, túlnyomórészt szlovák lakosa volt. A trianoni békeszerződésig Nyitra vármegye Szenicei járásához tartozott. 1976-ban csatolták Korlátkő községhez.

## Nevezetességei
Határában állanak Korlátkő (Konradstein) várának emeletnyi magas romjai.

## Külső hivatkozások
- Korlátkő község hivatalos oldala
- Korlátfalva Szlovákia térképén
- Korlátkő vára Archiválva 2007. február 6-i dátummal a Wayback Machine-ben
- Rövid ismertető a várról